# Winston Field
Winston Joseph Field (1904-1969) est un homme d'État de Rhodésie du sud, membre fondateur du Front rhodésien (Rhodesian Front - RF) au côté de Ian Smith et premier ministre de cette colonie britannique du 17 décembre 1962 au 13 avril 1964.

## Biographie
Winston Field est né en 1904 et a grandi à Bromsgrove au Royaume-Uni. C'est en 1921 qu'il émigre dans la colonie britannique de Rhodésie du Sud. Fermier, il cultive le tabac dans la région de Marandellas dans la région est du Mashonaland et est de 1938 à 1940 le président du puissant syndicat des planteurs de tabac.
En 1940, il rejoint l'armée pour participer à la Seconde Guerre mondiale.
Winston Field est élu député fédéral pour la circonscription de Mtoko en 1957 sous les couleurs du parti du Dominion. Il rejoint le Front rhodésien à sa formation en 1962 et est choisi pour mener le parti aux élections générales en raison de sa notoriété locale et de sa bonne réputation.
En décembre 1962, un peu à la surprise générale, le front rhodésien remporte les élections et Winston Field est nommé premier ministre de Rhodésie du sud. Son gouvernement comprend alors John Gaunt, ancien député fédéral de Lusaka et Ian Smith qui seront tous deux responsables de l'éviction de Field deux ans plus tard. En effet, peu convaincu par la prestation de Field dans la défense des intérêts des blancs de Rhodésie face au gouvernement britannique, ils obtiennent du caucus du Front rhodésien de voter une motion de défiance envers Winston Field. Celui-ci est désavoué par son parti le 2 avril 1964 et laisse son poste de premier ministre à Ian Smith le 14 avril 1964, en dépit du soutien du gouverneur de Rhodésie.
Retiré de la vie politique, Winston Field meurt en Rhodésie en 1969.